# Jevgenij Beljajev
Jevgenij Prokopjevitj Beljajev (ryska: Евгений Прокопьевич Беляев), född 20 mars 1954, död 15 mars 2003, var en sovjetisk längdskidåkare som var aktiv under 1970- och 1980-talen. Han blev olympisk guldmedaljör i Lake Placid 1980 på 4 x 10 kilometer.